# Сіксой Руслан Олександрович
Русла́н Олекса́ндрович Сіксой — старший сержант Національної гвардії України, учасник російсько-української війни, що загинув у ході російського вторгнення в Україну у 2022 році. Повний кавалер ордена «За мужність».

## Життєпис
Проходив службу у складі підрозділу Національної гвардії України, Батальйон оперативного призначення НГУ ім. Сергія Кульчицького.
Загинув 13 квітня 2022 року в боях з російськими окупантами в ході відбиття російського вторгнення в Україну (місце — не уточнено).
Залишилися дружина та дві доньки 

## Нагороди
- орден «За мужність» I ступеня (посмертно) (2022) — За особисту мужність і самовіддані дії, виявлені у захисті державного суверенітету та територіальної цілісності України, вірність військовій присязі.
- орден «За мужність» II ступеня (2019) — За особисту мужність і самовіддані дії, виявлені у захисті державного суверенітету та територіальної цілісності України.
- орден «За мужність» III ступеня (2016) — За особисту мужність, виявлену у захисті державного суверенітету та територіальної цілісності України, зразкове виконання військового обов'язку.